# Super Segretissimo
Super Segretissimo (Secret Squirrel), noto anche come Super Segretissimo Agente Scoiattolo, è una serie televisiva animata statunitense prodotta e diretta da William Hanna e Joseph Barbera e trasmessa sulla NBC in 39 episodi da 6-7 minuti l'uno dal 2 ottobre 1965 al 28 novembre 1993 per tre stagioni. In Italia è stato trasmesso sulle televisioni locali da novembre 1980.
Durante le prime due stagioni (1965-67) fu affiancata da La formica atomica, Precious Pupp, Gli orsi hippy, Winsome Witch e Squiddly Diddly. Successivamente, nel 1993, furono mandati in onda 13 episodi, da trasmettere come intermezzo tra due episodi di 2 cani stupidi, con il titolo Super Secret Secret Squirrel.

## Trama
Secret Squirrel è uno scoiattolo investigatore a caccia di banditi in compagnia di Morocco Mole.

## Episodi
1. Sub Swiper
2. Masked Granny
3. Scotland Yard Caper
4. Robin Hood e i suoi cattivi compagni (Robin Hood & His Merry Muggs)
5. L'agente scoiattolo e il lupo cattivo (Wolf In Cheap Cheap Clothing)
6. Royal Run Around
7. Yellow Pinkie
8. Five Is A Crowd
9. It Stopped Training
10. Wacky Secret Weapon
11. Cuckoo Clock Cuckoo
12. Un gatto troppo pericoloso (Catty Cornered)
13. Leave Wheel Enough Alone
14. Jester Minute
15. Not So Idle Idol
16. Gold Rushed
17. Double Ex-Double Cross
18. Il capitano Kid non scherza (Capt. Kidd's Not Kidding)
19. Bold Rush
20. Tusk-Tusk
21. Robot Rout
22. The Pink Sky Mobile
23. Scuba Duba Duba
24. Hi-Spy
25. Spy In The Sky
26. Ship Of Spies

## Personaggi e doppiatori
- Super Segretissimo (in originale: Secret Squirrel), voce originale di Mel Blanc e Jess Harnell, italiana di Mauro Gravina.
- Morocco Mole, voce originale di Paul Frees e Jim Cummings.